# Shape Shifter
Shape Shifter es un álbum de Santana publicado por "Starfaith" y "Sony Music" en 2012. Fue producido por Carlos Santana y Clive Davis y se trata de una selección de temas registrados por Santana desde fines de la década del '90 hasta 2012. "Shape Shifter" llegó al puesto 6 de la lista de álbumes de Rock y al puesto 16 de Billboard en los Estados Unidos.

## Lista de canciones
Todas las canciones compuestas por Carlos Santana, excepto las indicadas:
1. "Shape Shifter" - 6:15.
2. "Dom" (Hamidou Touré/Ousmane Touré/Ismaila Touré/Tidiane Sixu Touré) - 3:51.
3. "Nomad" - 4:48.
4. "Metatron" - 2:38.
5. "Angelica Faith" (Carlos Santana/Chester Thompson) - 5:02.
6. "Never the Same Again" (Carlos Santana/Eric Bazilian) - 5:01.
7. "In the Light of A New Day" (Carlos Santana/Narada Michael Walden) - 5:06.
8. "Spark of the Divine" - 1:02.
9. "Macumba in Budapest" (Carlos Santana/Walter Afanasieff) - 4:00.
10. "Mr. Szabo" - 6:19.
11. "Eres la Luz" (Carlos Santana/Walter Afanasieff/Andy Vargas/Karl Perazzo) - 4:50.
12. "Canela" (Carlos Santana/Salvador Santana) - 5:22.
13. "Ah, Sweet Dancer" (Michael O Suilleabhain) - 3:08.

## Músicos
- Carlos Santana: Guitarras, percusión y voces.

- Chester Thompson: Teclados.

- Karl Perazzo: Percusión.

- Andy Vargas: Voces.

- Salvador Santana: Teclados.